# Optoelectrohumectació

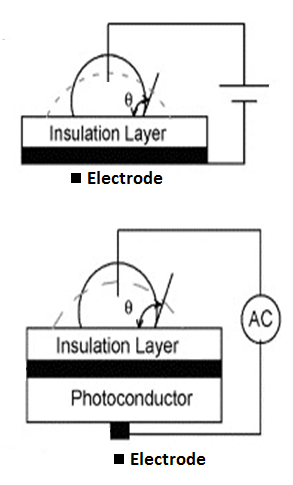
Optoelectrohumectació contra el diagrama tradicional d'electrohumectació

La optoelectrohumectació (OEW) és un mètode de manipulació de gotes líquides utilitzat en aplicacions de microfluídica. Aquesta tècnica es basa en el principi de l'electrohumectació, que ha demostrat ser útil en l'activació de líquids a causa dels temps de resposta ràpids de commutació i el baix consum d'energia. No obstant això, quan l'electrohumectació tradicional té reptes, com ara la manipulació simultània de múltiples gotes, OEW presenta una alternativa lucrativa que és més senzilla i més barata de produir. Les superfícies OEW són fàcils de fabricar, ja que no requereixen litografia i tenen un control de manipulació reconfigurable a gran escala en temps real, a causa de la seva reacció a la intensitat de la llum.

## Teoria
El mecanisme tradicional d'electrohumectació ha anat rebent un interès creixent a causa de la seva capacitat per controlar les forces de tensió sobre una gota líquida. Com que la tensió superficial actua com a força d'actuació líquida dominant en aplicacions a nanoescala, s'ha utilitzat l'electrohumectació per modificar aquesta tensió a la interfície sòlid-líquid mitjançant l'aplicació d'una tensió externa. El camp elèctric aplicat provoca un canvi en l'angle de contacte de la gota líquida i, al seu torn, canvia les tensions superficials a través de la gota. La manipulació precisa del camp elèctric permet el control de les gotes. La gota es col·loca sobre un substrat aïllant situat entre un elèctrode.El mecanisme optoelectrohumectació afegeix un fotoconductor a sota del circuit d'electrohumectació convencional, amb una font d'alimentació de CA connectada. En condicions normals (fosques), la major part de la impedància del sistema es troba a la regió fotoconductora i, per tant, la major part de la caiguda de tensió es produeix aquí. No obstant això, quan la llum brilla sobre el sistema, la generació i recombinació de portadors provoca la conductivitat dels pics del fotoconductor i provoca una caiguda de tensió a través de la capa aïllant, canviant l'angle de contacte en funció de la tensió. L'angle de contacte entre un líquid i un elèctrode es pot descriure com:
{\displaystyle \cos {\big (}\theta (V_{A}){\big )}=\cos {\big (}\theta (0){\big )}+{\frac {1}{2}}\left({\frac {\epsilon }{d\gamma _{LV}}}\right)V_{A}^{2}\,}
on VA, d, ε i γLV són la tensió aplicada, el gruix de la capa d'aïllament, la constant dielèctrica de la capa d'aïllament i la constant de tensió interfacial entre líquid i gas. En situacions de CA, com ara OEW, VA es substitueix per la tensió RMS. La freqüència de la font d'alimentació de CA s'ajusta de manera que la impedància del fotoconductor domini en estat fosc. Per tant, el canvi de la caiguda de tensió a través de la capa aïllant redueix l'angle de contacte de la gota en funció de la intensitat de la llum. En lluir un feix òptic en una vora d'una gota líquida, l'angle de contacte reduït crea una diferència de pressió a tota la gota i empeny el centre de massa de la gota cap al costat il·luminat. El control del feix òptic té com a resultat el control del moviment de la gota.

## Tipus d'aplicacions

### Diagnòstic clínic
L'electrohumectació presenta una solució a una de les tasques més difícils dels sistemes de laboratori en xip en la seva capacitat de manipular i manipular compostos fisiològics complets. Els sistemes microfluídics convencionals no són fàcilment adaptables per manejar diferents compostos, la qual cosa requereix una reconfiguració que sovint fa que el dispositiu sigui poc pràctic en conjunt. Mitjançant l'OEW, un xip amb una font d'alimentació es pot utilitzar fàcilment amb una varietat de substàncies, amb potencial de detecció multiplexada.

### Accionament òptic
La fotoactivació en sistemes microelectromecànics (MEMS) s'ha demostrat en experiments de prova de concepte. En lloc d'un substrat típic, es col·loca un voladís especialitzat a la part superior de la pila de líquid-aïllant-fotoconductor. A mesura que la llum brilla sobre el fotoconductor, la força capil·lar de la gota sobre el voladís canvia amb l'angle de contacte i desvia el feix. Aquesta actuació sense fil es pot utilitzar com a substitut dels sistemes complexos basats en circuits que s'utilitzen actualment per a l'adreçament òptic i el control de sensors sense fils autònoms